# Stanisław Marusarz
Stanisław Marusarz (ur. 18 czerwca 1913 w Zakopanem, zm. 29 października 1993 tamże) – polski skoczek narciarski, dwuboista i alpejczyk, czterokrotny olimpijczyk, siedmiokrotny uczestnik narciarskich mistrzostw świata, kurier tatrzański, podporucznik Armii Krajowej, trener, propagator sportu. Wicemistrz świata w skokach z 1938 z Lahti, piąty zawodnik konkursu skoków i siódmy w kombinacji na igrzyskach w 1936, czwarty skoczek mistrzostw świata w 1935 oraz piąty w 1939, zdobywca Pucharu Tatr w 1948 i 1949, zwycięzca memoriału Bronisława Czecha i Heleny Marusarzówny w 1952. Pięciokrotny rekordzista Polski oraz były dwukrotny rekordzista świata w długości skoku narciarskiego. Kawaler Krzyża Wielkiego, Krzyża Komandorskiego i Krzyża Kawalerskiego Orderu Odrodzenia Polski, oraz Krzyża Srebrnego Orderu Wojennego Virtuti Militari. Najlepszy Sportowiec Polski w roku 1938 w Plebiscycie Przeglądu Sportowego. Zasłużony Mistrz Sportu z 1951.
Dwudziestojednokrotny mistrz Polski w skokach, zjeździe, kombinacji klasycznej i alpejskiej oraz w sztafetach biegowych 4 razy 10 km i 5 razy 10 km oraz międzynarodowy mistrz Jugosławii, Niemiec, Czechosłowacji i Anglii w konkurencjach narciarskich.
Autor książek Na skoczniach Polski i świata. Kartki z pamiętnika (opracował Zbigniew K. Rogowski, Warszawa 1955) i Skok, który uratował mi życie (spisał Zbigniew K. Rogowski, Warszawa 1974). Startował na nartach przez ponad 30 lat, oddając ponad 10 tysięcy skoków.

## Rodzina
Miał cztery siostry: Helenę, Bronisławę, Marię i Zofię oraz brata Jana. Helena – narciarka, kurierka, żołnierz ZWZ-AK – została w czasie wojny rozstrzelana przez Niemców, Jan walczył na Zachodzie, a Zofia została wywieziona do obozu koncentracyjnego w Ravensbrück. Bronisława, Maria i Jan wyemigrowali do Kanady. Stanisław w listopadzie 1939 poślubił Irenę z Jezierskich, miał z nią syna Piotra (został trenerem francuskich alpejczyków w Grenoble) i dwie córki, Barbarę i Magdalenę, oraz czwórkę wnuków: Jakuba (ur. 1972), Marię (ur. 1977), Krzysztofa (ur. 1979) i Magdalenę Sasanę (ur. 1984). Stryjem Stanisława Marusarza był Jędrzej Marusarz, którego synami byli Andrzej i Józef, biegacze i kombinatorzy klasyczni.

## Życiorys
Urodził i wychował się w rodzinie góralskiej, jako syn Heleny z domu Tatar i gajowego Jana. Skakać na nartach zaczął w wieku 10 lat. Za pierwsze wygrane dziecięce zawody (zjazd spod Regli na Lipki, miał numer startowy 28.) otrzymał od organizatorów, zakopiańskiego Sokoła, rękawice. Trzy lata później – 6 lutego 1927 – wziął udział w zawodach juniorów w Zakopanem. Zajął w nich trzecie miejsce, za Bronisławem Czechem i Stanisławem Gąsienicą-Sieczką. Początkowo sędziowie nie chcieli dopuścić go do konkursu z powodu zbyt młodego wieku. Po raz pierwszy rozdawał autografy, a w nagrodę otrzymał prawdziwe narty skokowe. W marcu w zawodach seniorskich na Krokwi zajął ósme i szóste miejsce. Rok później wygrał na niej konkurs juniorów. Dostrzegli go działacze ST PTT Zakopane, Józef Oppenheim i Ignacy Bujak, uznali za wielki talent i w 1929 zapisali do swojego klubu. Po zawodach na zaprojektowanej przez Aleksandra Schielego skoczni w Jaworzynce, w których nie startował, postanowił oddać na niej swój pierwszy, nieoficjalny skok. Przy wychodzeniu z progu popełnił błąd, co skutkowało upadkiem na głowę i stoczeniem się z zeskoku. Odległość skoku wyniosła niewiele ponad 10 m.

Strach zabił całą emocję skoku. Nad zeskokiem szarpnąłem nerwowo ciałem. Efekt był taki, że wylądowałem na głowę. Mimo nieprawidłowego lądowania, poczuwszy „grunt pod głową” doznałem uczucia ulgi. Fikając koziołki, zsuwałem się po zeskoku w dół. Wykonywałem przy tym rozpaczliwe ruchy, starając się zachować prostą linię spadku, aby, znalazłszy się na przechodzącym w poprzek zeskoku mostku, nie stoczyć się do strumyka, co mi się zresztą szczęśliwie udało. Zatrzymałem się u podnóża skoczni przy akompaniamencie głośnych drwin kolegów.

Marusarz dołączył wkrótce do czołówki zakopiańskich skoczków, do której należeli Aleksander Rozmus, Czech, Gąsienica-Sieczka i Henryk Mückenbrunn. Po raz pierwszy wystartował za granicą w Starym Smokowcu. Na przełomie 1929 i 1930 wygrał konkursy juniorów i seniorów na Krokwi, w kolejnych seniorskich konkursach był piąty i piętnasty. W mistrzostwach Nowego Targu uplasował się na drugim miejscu, w analogicznych zawodach w Jordanowie odniósł zwycięstwo, a w mistrzostwach Polski w Zakopanem był piętnasty. Sezon zakończył udziałem w konkursie skoków we Lwowie, gdzie uzyskał 44 metry i zajął pierwsze miejsce.

### Lata 1931–1935

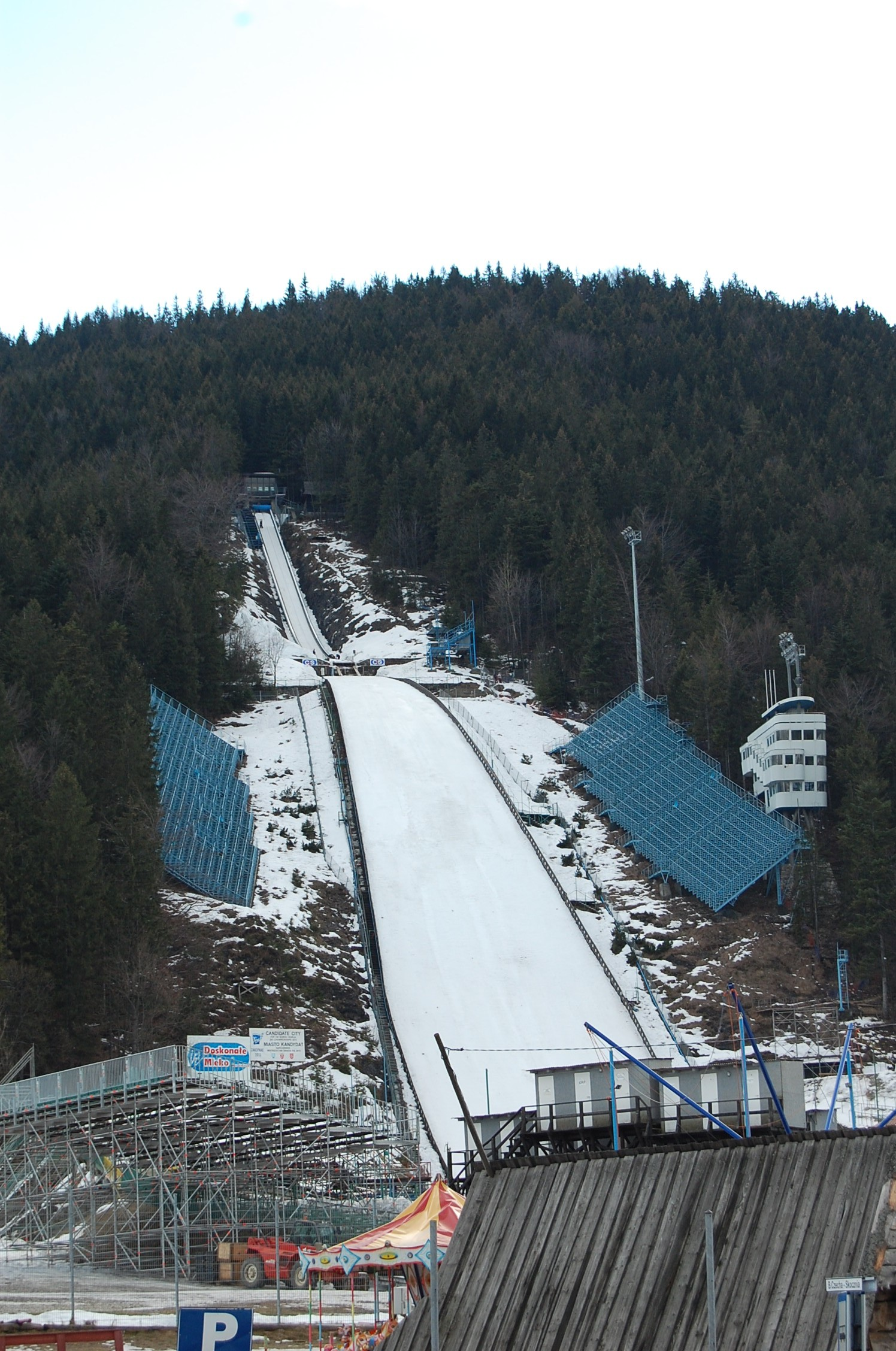
Zakopiańska Wielka Krokiew, której Marusarz był wielokrotnym rekordzistą

W 1931 najpierw wygrał konkursy skoków w Zakopanem i Wiśle, a następnie zdobył tytuł wicemistrza Polski w skokach. Był to jego pierwszy medal na tej imprezie. Zdobył także złote medale MP w zjeździe i w sztafecie 5 razy 10 km. W konkursie skoków narciarskich zorganizowanych we Włoszech w miejscowości Ponte di Legno zajął czwarte miejsce. Podjął tam również nieudaną próbę bicia rekordu świata. Wygrał za to Memoriał śp. por. Zbigniewa Wóycickiego w Zakopanem. W grudniowym konkursie na tej samej skoczni był również najlepszy.
W styczniu 1932 wygrał dwa konkursy w Zakopanem, a następnie pojechał na igrzyska do Lake Placid. Konkurs skoków odbył się w trudnych warunkach. Zeskok rozmiękł, spływająca woda stworzyła na samym jego dole jeziorko o głębokości około 30 cm. Dodatkowym utrudnieniem była położona tam słoma. Marusarz zajął ostatecznie siedemnaste miejsce, po skokach na 55 m i 53 m, z notą 192,5 pkt. W biegu na 18 km był dwudziesty siódmy i tę samą lokatę zajął w klasyfikacji kombinacji. Po igrzyskach wziął jeszcze udział w ogólnoamerykańskich zawodach narciarskich w Pittsfield i zwyciężył w kombinacji. Po raz pierwszy w karierze zdobył złoty medal mistrzostw Polski w skokach, a także w kombinacji klasycznej i w sztafecie 5 razy 10 km. Ustanowił też swój pierwszy rekord Krokwi, skacząc 72 m. Potem bił go jeszcze trzykrotnie – w 1934 (74 m) i w 1948 (83,5 m i 85 m). Był to jednocześnie jego pierwszy rekord Polski. Zagrał również w filmie Adama Krzeptowskiego Biały ślad.
W 1933 w styczniowych zawodach w Zakopanem zajął drugą oraz trzecią pozycję, a w mistrzostwach okręgu w Rabce był drugi. Następnie pojechał na zawody FIS do Innsbrucku. Startował w kombinacji klasycznej, w której zajął szóste miejsce (słabsze od rywali noty w skokach kosztowały go dwie pozycje) i w biegu na 18 km, w którym był 32. W skokach zaś osiągnął 66,5 m i 71 m, co dałoby mu medal, jednak dwukrotne podparcie zepchnęło go na 76. miejsce. W sztafecie polska drużyna zajęła siódme miejsce. Marusarz w tamtym roku został też międzynarodowym mistrzem Jugosławii i Niemiec w skokach. Ponownie zajął pierwsze miejsce na mistrzostwach Polski w skokach i w sztafecie 5 razy 10 km. Zwyciężył także w zawodach w zjeździe i w kombinacji alpejskiej. Na koniec roku wygrał skoki na Krokwi. Po raz pierwszy, głosami czytelników Przeglądu Sportowego, znalazł się w czołowej „10” Plebiscytu na Najlepszych Sportowców Polski. Otrzymał 6416 głosów i zajął dziewiąte miejsce.
W styczniu 1934 Marusarz zwyciężył w zawodach w Poroninie oraz dwukrotnie w Zakopanem. Został mistrzem Czechosłowacji w skokach oraz piątym zawodnikiem mistrzostw Polski. Na mistrzostwach świata w Sollefteå był siódmy w kombinacji norweskiej, dwudziesty pierwszy w rozgrywanym w odwilży konkursie skoków (miał obniżone noty za prowadzenie nart przy skokach na 46,5 m i 54,5 m), 63. pozycję zajął w biegu na 18 km, a piątą w biegu sztafetowym. W marcowym konkursie na Krokwi zajął drugie miejsce. W Plebiscycie PS był natomiast szósty (10 731 głosów).
Rok 1935 zaczął od trzech wygranych: dwóch w Zakopanem i jednej w Rabce. Na MŚ 1935 w Wysokich Tatrach w konkursie skoków uzyskał 59 m oraz 57 m i uplasował się na czwartej lokacie, tracąc 0,4 pkt. do brązowego medalu i przegrywając go gorszymi od rywali notami (miał problemy w locie skutkiem złego wybicia oraz przy lądowaniu), skoczył bowiem łącznie 4,5 m dalej od trzeciego Alfa Andersena i 0,5 metra dalej od zwycięzcy – Birgera Ruuda. W pierwszym skoku złamał czubek narty, którą Ruud skleił mu leukoplastem. W kombinacji norweskiej był jedenasty, w sztafecie siódmy, a w biegu na 18 km zajął 92. miejsce. Zdobył za to tytuł mistrza Polski w kombinacji klasycznej i w skokach. Został także międzynarodowym mistrzem Anglii w zjeździe. W corocznym Plebiscycie Przeglądu Sportowego uplasował się tuż za podium, na czwartej lokacie. Otrzymał 14 814 punktów.

#### Zawody w Planicy 1935
W marcu 1935 przybył do jugosłowiańskiej Planicy na konkurs skoków na Bloudkovej velikance, największej wówczas skoczni na świecie. Zawody zapowiadane były jako pojedynek Marusarza z Norwegami, którzy stawili się w najsilniejszym składzie. Podczas trzydniowych treningów Polak skakał regularnie dalej od rywali. W dzień konkursu Norwegowie wycofali się z rywalizacji.

Byłem w doskonałej formie. Dystansowałem wszystkich skoczków o najmniej 2–3 m. Norwegowie byli tym bardzo zmartwieni. Codziennie mieli telefon z Oslo i jak twierdzono zdawali Związkowi szczegółowe raporty z przebiegu treningów. Słyszałem, jak Reidar Andersen krzyczał z uniesieniem kilkakrotnie do słuchawki – „Marusar”. (...) Wśród skoczków zagranicznych krążyła pogłoska, że (...) Norweski Związek Narciarski zabronił zawodnikom skakania w obawie... abym ich nie pokonał.

Konkurs wygrał Marusarz (84 m, 87,5 m i 80,5 m) przed Antonínem Bartoňem z Czechosłowacji i Szwajcarem Marcelem Reymondem, uzyskując notę 326,1 pkt. Po zakończeniu zawodów sześciu Norwegów zgłosiło chęć pobicia rekordu świata. Po zgodzie organizatorów Reidar Andersen skoczył 91 m. Marusarz, mimo zmęczenia po trzech skokach, udał się na rozbieg i osiągnął 93 metry, o metr bijąc zeszłoroczny rekord świata Birgera Ruuda. Andersen ponownie ruszył na górę i skoczył 94 m. Polak przed kolejną próbą usypał na samej krawędzi progu dodatkowy prożek ze śniegu, tzw. „próg loopingowy”. Jadąc po rozbiegu spostrzegł, że zbudowanego przezeń progu już nie ma. Marusarz zdążył zorientować się w sytuacji, co uchroniło go od mocniejszego wybicia do przodu i ryzyka poważnej kontuzji. Dopiero później dowiedział się, że konstrukcję usunęli Norwegowie. Zawodnik skoczył 97 m, co było najdłuższym ustanym skokiem w dziejach (niektóre źródła podają 95 m). Andersen po raz trzeci udał się na górę i skoczył na 99. metr. Marusarz chciał dalej skakać, ale pięć skoków oddanych w nerwowej atmosferze i pięciokrotne podchodzenie na rozbieg sprawiły, że jego organizm był już niezdolny do dalszej rywalizacji. Tym samym przegrał pojedynek z Andersenem, ale oddał tego dnia o dwa skoki więcej, w dodatku z kontuzją, której doznał w szwajcarskim Mürren (podczas treningu do konkurencji alpejskich wpadł na przydrożną barierę, łamiąc jedną z kostek śródstopia). Oprócz pucharu za zwycięstwo w konkursie otrzymał również puchar za pobicie rekordu świata i najładniejszy skok dnia. Dopiero rok później, 15 marca 1936, Josef Bradl skoczył na Velikance 101,5 metra, jako pierwszy w historii przekraczając dystans 100 m.

### Lata 1936–1939
W styczniu 1936 zwyciężył w konkursie skoków w Zakopanem. Na światowych mistrzostwach w narciarstwie alpejskim w Innsbrucku zajął 16. miejsce w zjeździe, 22. w slalomie i 21. w kombinacji alpejskiej. Zimowe Igrzyska Olimpijskie 1936 odbyły się w Garmisch-Partenkirchen. Startować mogli tylko amatorzy. Marusarz na igrzyska pojechał przeziębiony, z silną gorączką. Lekarz z wioski olimpijskiej zaaplikował mu sporą dawkę zastrzyków, odradzając jednocześnie start w olimpiadzie. Narciarz po tygodniu zaczął chodzić, a po kolejnych kilku dniach oddał dwa skoki, oba nieustane. W konkursie skoków, rozegranym w Garmisch na dwa tygodnie przed oficjalną rywalizacją zajął 32. miejsce. Podczas zawodów oficjalnych po raz pierwszy w życiu wystąpił na oświetlonym w nocy obiekcie. Osiągnął w nich piątą pozycję, po skokach na 73 m i 75,5 m. Łączna nota wyniosła 221,6 pkt. Były to pierwsze w historii punkty olimpijskie (otrzymywało je sześciu najlepszych uczestników każdego olimpijskiego konkursu) zdobyte przez Polaka na zimowych igrzyskach. Następne uzyskał Franciszek Gąsienica Groń w 1956. Marusarz rywalizował także w kombinacji norweskiej.

Do trzynastego kilometra biegu czułem się nadspodziewanie dobrze, gdybym wytrzymał tempo, zająłbym niewątpliwie jedno z czołowych miejsc. Niestety, choroba zrobiła swoje. Nagle zasłabłem przy podejściu i ostatnie pięć kilometrów przebyłem resztkami sił, zajmując w rezultacie osiemnaste miejsce. (...) W konkursie skoków do kombinacji zająłem trzecie miejsce, zostawiając za sobą czołowych zawodników, austriackich i szwajcarskich. Był to wielki sukces. Gdyby nie osłabienie pochorobowe, prawdopodobnie rozstrzygnąłbym konkurs na swoją korzyść.

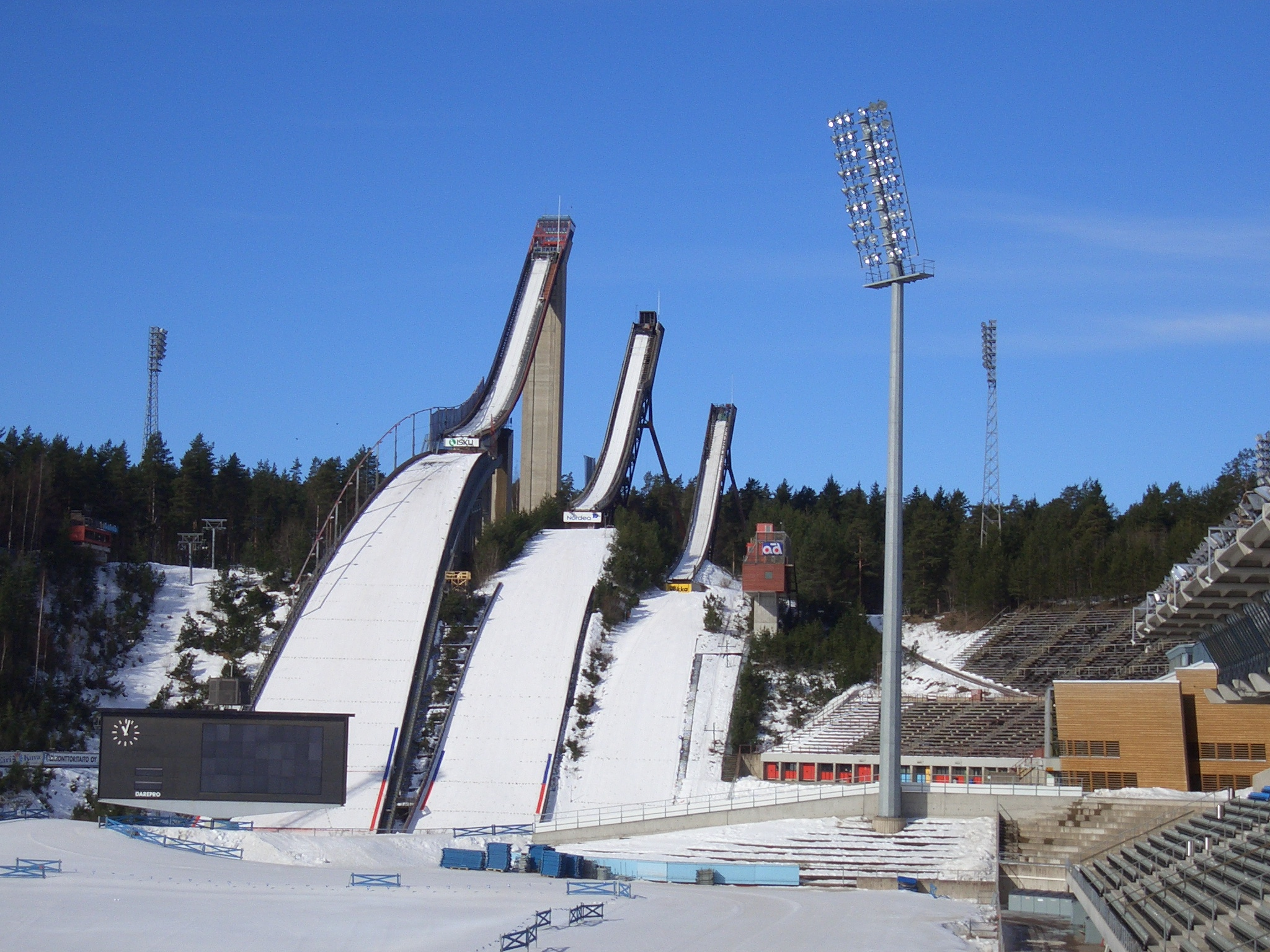
Obecny wygląd kompleksu skoczni Salpausselkä, gdzie Stanisław Marusarz w 1938 zdobył srebrny medal mistrzostw świata

Stanisław Marusarz zajął w kombinacji siódme miejsce, ex aequo z fińskim zawodnikiem Timo Muramą, z notą 393,3 punktu. W tym samym roku wywalczył jeszcze kolejny tytuł mistrza Polski w skokach, w kombinacji klasycznej i w sztafecie 4 razy 10 km, a w Plebiscycie Przeglądu Sportowego zajął siódme miejsce, otrzymując od czytelników 14 274 głosów. Podczas zawodów w Brzuchowicach ustanowił rekord miejscowego obiektu (48 m).
W 1937 został mistrzem Anglii w biegu. W zakopiańskim konkursie skoków uplasował się na ósmej pozycji. Na mistrzostwach świata w Chamonix sklasyfikowany został na dwunastej lokacie w konkursie skoków (lądował na 57 m oraz 61 m). Kilka dni przed zawodami przewrócił się na trasie zjazdowej i doznał kontuzji barku. Ostatecznie w dniu rywalizacji podjął decyzję o niestartowaniu w konkursie. Zdanie zmienił po usilnych namowach kierowników ekipy. Boląca ręka na temblaku nie pozwalała mu jednak zapinać nart, co czynił jego kuzyn Andrzej. Wywalczył ponadto kolejny tytuł mistrza Polski w skokach, wygrał też zawody jubileuszowe w Wiśle.

#### Mistrzostwa Świata w Narciarstwie Klasycznym 1938
Do Mistrzostw Świata 1938 w Lahti Marusarz przygotowywał się we Lwowie, gdzie pracował w sklepie sportowym Scott i Pawłowski. Potem w Zakopanem wygrał eliminacje do mistrzostw. Był również najlepszy podczas Tygodnia Sportów Zimowych w Garmisch (skoczył 45 m i 55 m). Do Finlandii pojechało pięciu polskich narciarzy, a ich kapitanem sportowym był dr Henryk Szatkowski. Marusarz na treningach oddawał dalekie skoki. W skokach do kombinacji klasycznej, w pierwszym skoku, osiągnął wysoką lokatę, lecz w drugiej serii upadł. W biegu na 18 km do kombinacji uplasował się na 171. pozycji i po zsumowaniu punktacji za skok i bieg zajął w klasyfikacji 25. miejsce. W konkursie skoków lądował na 66 m i 67 m, dwukrotnie bijąc rekord obiektu. Sędziowie zaczęli toczyć spory o długość jego drugiego skoku. Fiński arbiter uważał, że Polak osiągnął 67,5 m, sędzia norweski, sprzyjający swemu rodakowi Asbjørnowi Ruudowi, nie chciał się z tym zgodzić i ostatecznie ogłoszono, że Marusarz skoczył 67 m. Mistrzem świata został z sumą odległości o 5,5 m mniejszą Ruud, o 0,3 pkt przed Marusarzem.

Po przyjęciu pucharu za drugie miejsce w otwartym konkursie skoków i za wicemistrzostwo świata na sali zerwała się burza długo niemilknących oklasków. Serdeczna obiektywność przejęła mnie do głębi. Ze wzruszenia o mało się nie popłakałem. Stałem przez dłuższą chwilę przed stołem, jakbym wrósł w ziemię, kłaniając się na wszystkie strony. Już chciałem wracać na swoje miejsce, gdy znowu mnie poproszono do stołu. Otrzymałem jeszcze jedną nagrodę – za najdłuższy skok dnia.

Ruud chciał oddać Marusarzowi puchar za mistrzostwo świata, ale ten go nie przyjął. Dostał za to trzeci puchar i dywanik z reniferami. Według wielu działaczy i zawodników z Finlandii i Norwegii to jemu, a nie Ruudowi należał się tytuł mistrzowski, dlatego nazwano go moralnym mistrzem świata. Niektórzy jednak rzeczywiście dopatrzyli się drobnego poślizgnięcia przy lądowaniu Polaka. Marusarz stał się symbolem młodego pokolenia – wysportowanego, mądrego i oddanego ojczyźnie, uosabiającego marzenia Józefa Piłsudskiego. Dzięki temu medalowi, w plebiscycie Przeglądu Sportowego, został przez kibiców wybrany najlepszym sportowcem Polski w roku 1938. Otrzymał 28 230 głosów. Został też laureatem Wielkiej Honorowej Nagrody Sportowej. Otrzymał również posadę dzierżawcy schroniska SN PTT na Hali Pysznej.
W styczniu 1939 podczas konkursu skoków Marusarz uderzył głową w zeskok, łamiąc obojczyk i zrywając przyczep mięśnia barkowego. O swojej kontuzji nikogo nie zawiadomił, ponieważ chciał wziąć udział w mistrzostwach świata w Zakopanem. Zdjął z nogi gips i łamiąc otrzymany od chirurga kategoryczny zakaz skakania, wznowił treningi. Dwa tygodnie przed czempionatem wygrał zawody okręgowe w Zakopanem. Na samych mistrzostwach zajął siódmą lokatę w kombinacji norweskiej (w biegu do tej konkurencji źle posmarował narty) oraz piątą w skokach (dało mu to mistrzostwo Polski), zbyt wcześnie odbijając się z progu w pierwszej serii. Konkurs skoków ostatniego dnia mistrzostw obserwowało 25 tysięcy widzów.

Moje nerwy były napięte do ostateczności. Od rana do wieczora powtarzano w kółko tę samą piosenkę: „Wygrasz! Musisz wygrać!”. Na domiar złego pogorszyły się warunki śniegowe. Po odwilży lekki mróz ściął śnieg na szklankę. Na takiej skoczni nie czułem się pewnie.

Sklasyfikowany był na pierwszym miejscu również podczas krajowego czempionatu w zjeździe. W marcu wygrał też kolejny konkurs skoków w Zakopanem.

### Lata 1939–1945

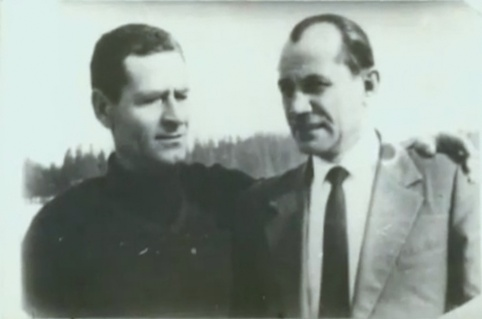
Stanisław Marusarz i Jan Łożański, kurierzy wojenni na spotkaniu po latach

W 1938 został kierownikiem Schroniska na Pysznej. Po wybuchu II wojny światowej schronisko to stało się punktem przerzutowym dla kurierów tatrzańskich. Po wkroczeniu wojsk niemieckich Marusarz wstąpił do ZWZ, pełniąc od października 1939 służbę kurierską na trasie Zakopane-Budapeszt. Przeprowadzał ludzi, przenosił materiały konspiracyjne i pieniądze na działalność podziemną.
Dwukrotnie został schwytany przez słowacką służbę graniczną Jozefa Tisy. Za pierwszym razem, w marcu 1940 Słowacy z posterunku żandarmerii w Szczyrbskim Plesie odkryli przy nim 100 tysięcy złotych. Nie dali się przekupić i zawiadomili gestapo. Marusarz ogłuszył strażnika, wyskoczył przez okno i uciekł do lasu. Schronił się u znajomego Słowaka, a potem wrócił do Zakopanego.
W atmosferze ciągłego napięcia i niemieckiego terroru wraz z żoną zdecydował się uciec na Węgry. Zostali złapani na granicznej rzece Hornad, oddano ich Niemcom i więziono w areszcie w Preszowie, a następnie w Muszynie (znajdowała się tam wówczas także jego siostra Helena), gdzie był bity i oblewany wodą i w Nowym Sączu. Po przesłuchaniu w Katowni Palace, siedzibie zakopiańskiego gestapo został przewieziony do więzienia przy ulicy Montelupich w Krakowie. Następnie został przewieziony do Zakopanego, gdzie był przesłuchiwany w siedzibie zakopiańskiego gestapo w Katowni Palace, między innymi przez byłego niemieckiego boksera wagi ciężkiej, Paul Nanena. Z Zakopanego został przewieziony do więzienia przy ulicy Montelupich w Krakowie. Żona Irena, udając ciążę, po trzech miesiącach została zwolniona z nowosądeckiego więzienia. Marusarz odmówił współpracy z okupantami, również kiedy później proponowali mu posadę trenera w Bawarii. Cały czas myślał o ucieczce. Podczas przejazdu samochodem ulicami Zakopanego uderzył niemieckiego żołnierza i wyskoczył z auta. Ucieczkę szybko zakończyła zamknięta brama jednego z podwórek. Marusarza dotkliwie pobito i wrzucono do karceru. Po kilku tygodniach wraz ze 140 innymi więźniami został skazany na śmierć i przeniesiony do celi śmierci. Po miesiącu przewieziono go do podkrakowskiego fortu w Krzesławicach, miejsca egzekucji więźniów. Wraz z grupą kilkunastu innych ludzi ustawiono go tam pod podziurawionym kulami murem, po którym spływała krew. Esesmani stali z karabinami gotowymi do strzału. Więźniom dano łopaty i zagoniono do kopania rowów, jak się potem okazało – dla więźniów z sąsiedniej celi.
Skazani jeszcze intensywniej zaczęli myśleć o ucieczce. 2 lipca nogą od taboretu wygięli kraty w oknie celi więzienia Montelupich, znajdującej się na pierwszym piętrze. Pierwszy przez okno przecisnął się współinicjator ucieczki, Aleksander Bugajski. Po nim do okna, bezgłośnie się przepychając, rzucili się pozostali. Marusarz przecisnął się przez kraty jako szósty. Spadał na głowę, ale zdołał wykonać obrót, jaki często stosował, ratując się przed upadkiem na skoczniach narciarskich, i wylądował na obie nogi. Przebiegł przez dziedziniec więzienny, mijając leżącego współwięźnia, który po skoku z okna złamał nogę, i wspiął się na czterometrowy mur. Pomogła mu w tym klamka zamkniętej furtki, od której odbił się i złapał drutów kolczastych. Gdy uciekinierzy byli na murze rozległy się pierwsze strzały, syreny alarmowe i okrzyki esesmanów. Marusarz został postrzelony w udo. Jemu i Bugajskiemu udało się uciec, resztę zbiegów zastrzelono. Idąc przez wypełniony ludźmi targ, Łobzów, korytem napotkanej rzeki i Las Wolski Marusarz dotarł pieszo do Wisły, gdzie spotkał rybaka, który opatrzył go i nakarmił. Po wielu dniach, idąc przez Skawinę, wrócił do Zakopanego, a potem przedarł się na Węgry, gdzie przebywał do końca wojny z przerwą na jedną kurierską misję w Polsce. Jego ucieczka z krakowskiego więzienia wzbudziła podziw w okupowanej Polsce. W 1998 Marek Wortman stworzył film dokumentalny o tych wydarzeniach, zatytułowany Ucieczka z Montelupich.
Pod zmienionym nazwiskiem, jako Stanisław Przystalski, trenował węgierskich skoczków i zjazdowców. W styczniu 1944 wziął udział w konkursie na skoczni w Borsafüred. Spotkał tam jednego z przedwojennych skoczków, Niemca Seppa Weilera, który od razu rozpoznał Polaka. Przerażony Marusarz, spostrzegłszy Weilera, chciał uciekać, lecz ten, podszedłszy do niego, miał uścisnąć mu dłoń i powiedzieć: „Witam, nigdy wcześniej pana nie widziałem, ale słyszałem, że świetnie pan skacze, mam nadzieję na wysoki poziom rywalizacji”, znacząco się uśmiechając. Marusarz na Węgrzech brał udział w projektowaniu skoczni w Koszycach i Borsafüred. Pod koniec wojny przebywał w Budapeszcie, który obsadzili Niemcy. Polak miał zostać rozstrzelany, egzekucję powstrzymała nagła ofensywa wojsk radzieckich. Do Zakopanego powrócił w 1945. Prowadził schronisko turystyczne na Ornaku.

### Lata 1946–1957

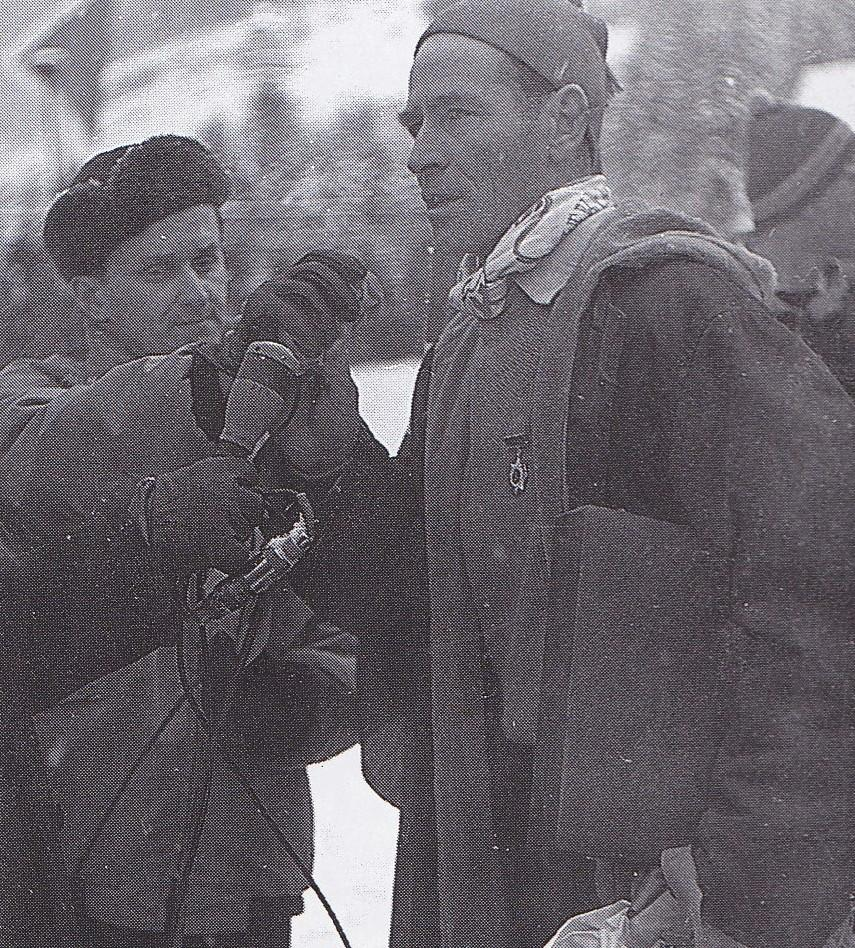
Cezary Chlebowski przeprowadza wywiad ze Stanisławem Marusarzem w czasie mistrzostw Polski w 1952

W 1946 ponownie został międzynarodowym mistrzem Czechosłowacji w skokach. Zdobył złote medale na mistrzostwach Polski w skokach i w kombinacji. W Zakopanem wygrał również trzy inne konkursy skoków, w tym mistrzostwa okręgu i memoriałowe. Zaczął mieć problemy z Urzędem Bezpieczeństwa. Przez dwa lata ukrywał się w Karpaczu, pomagając w przekraczaniu granicy osobom prześladowanym, wytyczając trasę zjazdową i dwie skocznie. Jedna z nich, Orlinek, nosi dziś jego imię. Właśnie na niej w 1948 wywalczył kolejny złoty medal mistrzostw Polski w skokach. Rok wcześniej, po skokach na 61 m i 59 m, zajął piąte miejsce na zawodach w Chamonix.

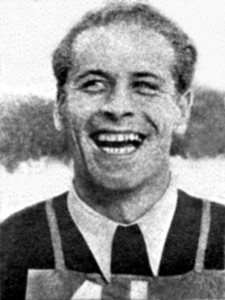
Stanisław Marusarz w tygodniku „Przekrój”, 13 lutego 1949

Na igrzyskach w Sankt Moritz w 1948 uplasował się na dwudziestej siódmej pozycji w konkursie skoków. Osiągnął wtedy odległości 59 m i 59 m, z notą 192,8 pkt. W marcu wygrał w Zakopanem zawody o Puchar Tatr (drugi skok na 85 m). Wyczyn ten powtórzył rok później, zajął też pierwsze miejsce w mistrzostwach kraju w skokach. W 1950 w zawodach tych był dopiero siódmy. W tym samym roku nadzorował prace nad budową skoczni narciarskiej w Krakowie. Przerwano je niedługo przed ukończeniem, gdyż Marusarz i robotnicy nie otrzymali pensji. Skocznia została ukończona bez jego udziału.
W 1951 wygrał mistrzostwa Polski po raz dziesiąty w karierze. Otrzymał także tytuł Zasłużonego Mistrza Sportu, a w Plebiscycie Przeglądu Sportowego został sklasyfikowany na piątej pozycji z 17 143 głosami.
W styczniu 1952, już jako zawodnik CWKS Zakopane (reprezentował go do 1957), zwyciężył w dwóch konkursach skoków w Wiśle i trzech w Zakopanem. Na igrzyskach w Oslo znów był dwudziesty siódmy, po skokach na 59 m i 60,5 m. Jego nota wyniosła 189 pkt. Był chorążym polskiej ekipy, zarówno podczas igrzysk w Sankt Moritz, jak i w Oslo. W 1952 wygrał także Memoriał Bronisława Czecha i Heleny Marusarzówny i po raz jedenasty w karierze zawody o skokowe mistrzostwo Polski. Skokiem na 78. metr został rekordzistą wiślańskiej Malinki. W marcu i kwietniu, podczas zawodów na niej rozgrywanych był drugi oraz pierwszy. Po raz ostatni znalazł się w najlepszej „10” Plebiscytu Przeglądu Sportowego – tym razem był dziesiąty z 9374 głosami.
W 1953 Marusarz wygrał konkurs w Wiśle, triumfował także czterokrotnie w Zakopanem, w tym w mistrzostwach Wojska Polskiego. W tamtym roku coroczny Plebiscyt „Przeglądu Sportowego” nie został przeprowadzony z powodów ideologicznych, redakcja nie chciała nagradzać sportowców wybranych przez władze. Dopiero w 1988 grupa ekspertów związanych z tą gazetą ogłosiła listę Najlepszych Sportowców Polski za rok 1953, na której umieszczono Marusarza na piętnastym miejscu. W memoriale Czecha i Marusarzówny był tym razem drugi.
W 1954 wziął udział w zawodach w Moskwie – 9. pozycja – i ponownie był drugi w memoriale Czecha i Marusarzówny. W mistrzostwach kraju w Wiśle był czwarty, wygrał za to dwa konkursy w Zakopanem, w tym Mistrzostwa Związkowych Klubów Sportowych.
Rok później wywalczył brązowy medal na mistrzostwach kraju w skokach – ostatni w karierze. W rozgrywanych w przeciągu roku zawodach na Krokwi zajął czterokrotnie drugie i raz piąte miejsce. Wziął też udział w Turnieju Szwajcarskim, w którym zajął 20. pozycję. W zawodach w Unterwasser zajął 21., w Sankt Moritz 44., w Arosa 17., a w Le Locle 10. miejsce. W kończącym sezon memoriale Czecha i Marusarzówny był również dziesiąty.
W 1956 był jednym z przedskoczków podczas igrzysk olimpijskich w Cortina d’Ampezzo na skoczni Italia (skoczył 71 m). O tym, że nie wystąpi w oficjalnym konkursie dowiedział się od trenera w przeddzień zawodów. Nie odstawał wówczas formą od innych reprezentantów Polski.
W 1957 postanowił zakończyć karierę. Był trenerem i wieloletnim kierownikiem zespołu zakopiańskich skoczni, za czasów jego działalności wybudowano Średnią Krokiew oraz całkowicie przebudowaną Wielką Krokiew, którą przygotowywano do MŚ 1962. Mistrzowski konkurs na Wielkiej Krokwi w 1962 został otworzony skokiem Marusarza. Wylądował on na 70 m. Prócz tego brał udział w zawodach motocrossowych. Często zachęcał młodych polskich skoczków do podjęcia prób bicia rekordu Wielkiej Krokwi. Jego dom odwiedzało wiele znanych osób, m.in. prezydent Finlandii Urho Kekkonen.

Stanisław Marusarz stanowi fenomen zwycięstwa tężyzny fizycznej nad czasem – czterdzieści parę lat życia i ponad dwadzieścia lat na skoczniach świata i wciąż nieutracone miejsce w światowej czołówce. Nie znam podobnego faktu w historii światowego narciarstwa.

### Lata 1966–1990

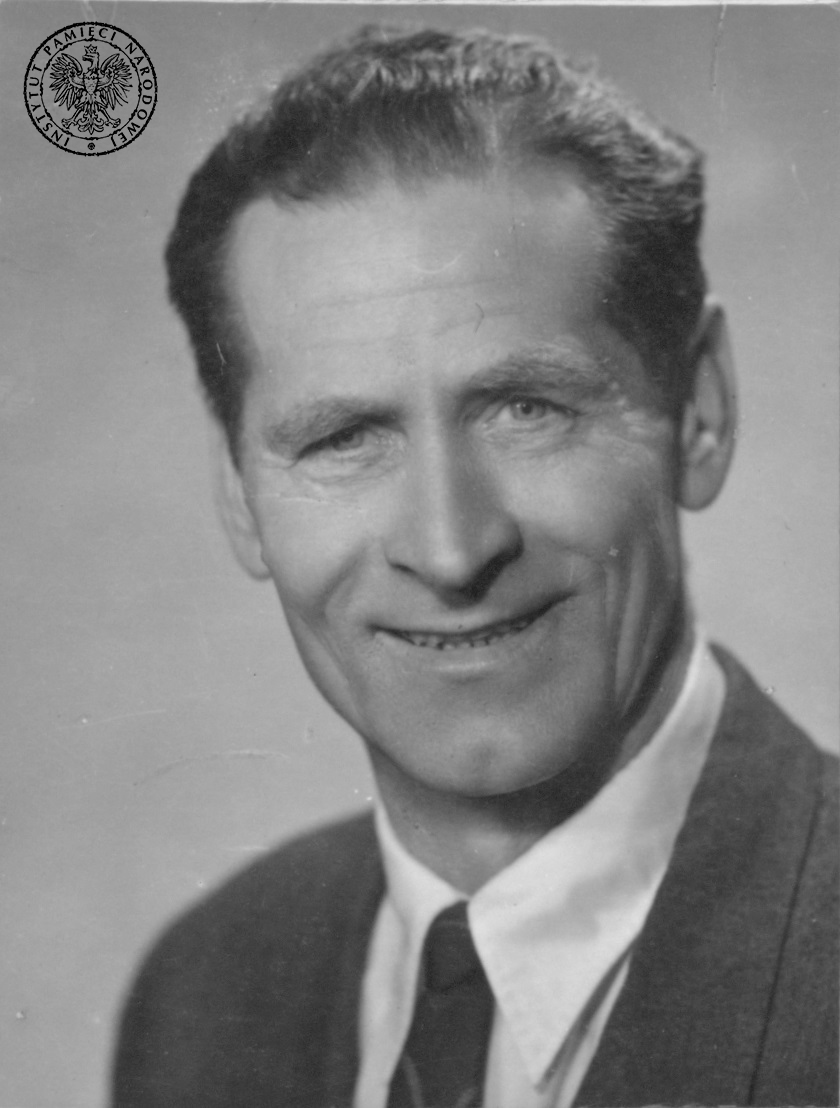
Stanisław Marusarz w 1969 r.

W 1966 został zaproszony do otwarcia konkursu Turnieju Czterech Skoczni w Garmisch-Partenkirchen. Postanowił skoczyć na nartach. Miał wtedy 53 lata, a w zawodach oficjalnych nie skakał od dziewięciu. Decyzja Marusarza wywołała wśród sędziów konsternację. Musiał pożyczyć narty i buty, skoczył jednak w garniturze i krawacie. Organizatorzy podali przez megafony wiek i życiorys polskiego skoczka. Niemieccy kibice żywiołowo dopingowali Polaka. Marusarz osiągnął odległość 66 m. Po wybiegu nosili go na ramionach skoczkowie, m.in. Bjørn Wirkola. Niemieckie gazety pisały o fenomenalnym Polaku i niesamowitym człowieku. Marusarz nie ukrywał, że dla niego, na którego Niemcy w czasie wojny wydali wyrok śmierci, to były wyjątkowe chwile. Następnego dnia Marusarz otwierał konkurs skoków na olimpijskiej skoczni Bergisel w Innsbrucku. Skoczył w granicach 70 m, przy aplauzie austriackiej widowni.
W 1969 został wybrany narciarzem 50-lecia Polskiego Związku Narciarskiego, a w 1975 otrzymał od Przeglądu Sportowego Nagrodę im. Janusza Kusocińskiego, przyznawaną sportowcom za osiągnięcia w sporcie, w życiu zawodowym oraz za kierowanie się zasadami moralnymi. Swój ostatni skok w życiu oddał w Zakopanem w 1979, w wieku 66 lat, na potrzeby filmu Dziadek Janusza Zielonackiego. Rok później był gościem honorowym igrzysk zimowych w Lake Placid. Jeszcze w latach 80. w jednym z wywiadów prasowych przyznał, że chciałby jeszcze wrócić na skocznię.

Uprawiając narciarstwo, nawet w początkach kariery nie zaznałem uczucia lęku przed niebezpieczną skocznią lub trasą. (...) Rzucałem wyzwanie losowi, co mnie wręcz ekscytowało. (...) Sport był dla mnie życiem, życie było sportem. Narty były treścią mego życia, największą pasją. Twierdzono, że mam wyjątkowy talent. Jeśli nawet tak było, to przecież sam talent nie wystarcza, aby zostać mistrzem. Trzeba się uczyć i ustawicznie pracować nad sobą. Nie wolno się zrażać początkowymi niepowodzeniami. Sukcesy nie przychodzą łatwo.

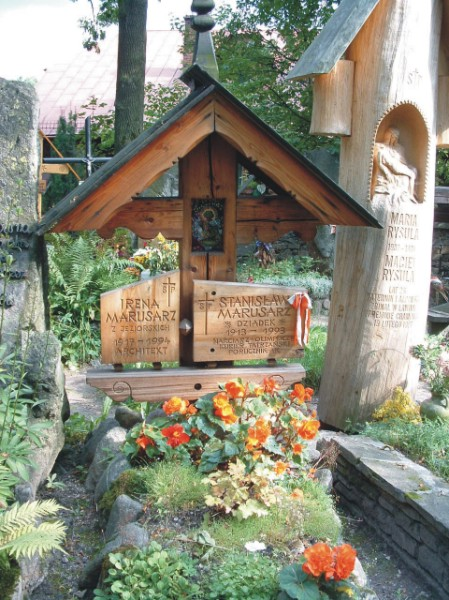
Grób Stanisława Marusarza na Cmentarzu Zasłużonych na Pęksowym Brzyzku w Zakopanem

Postanowieniem Prezydium Rady Narodowej Miasta Zakopanego nr 17/33/89 i Gminy Tatrzańskiej z 22 lutego 1989 nadano podczas ceremonii zamknięcia II Igrzysk Sportowych Polaków z Zagranicy skoczni Wielka Krokiew imię Stanisława Marusarza (w uzasadnieniu napisano m.in. „za wzór postaw patriotycznych i sportowych”). Przed uroczystością nadania patronatu Marusarz przygotował narty do oddania specjalnego skoku, lecz ze względu na silny wiatr i padający gęsty śnieg musiał zrezygnować. Miał wtedy 75 lat. W styczniu 1990 Marusarz dekorował najlepszych zawodników konkursu Pucharu Świata w skokach narciarskich w Zakopanem.

### Śmierć
Zmarł na zawał serca 29 października 1993, wygłaszając przemówienie na pogrzebie Wacława Felczaka – swojego dowódcy z czasów okupacji – na Cmentarzu Zasłużonych na Pęksowym Brzyzku w Zakopanem, około godziny 15, osuwając się na ręce ambasadora Węgier w Polsce Ákosa Engelmayera. Na cmentarzu tym został później pochowany (kw. P-I-12). Uroczystości pogrzebowe odbyły się w kościele pw. Świętego Krzyża. W pawilonie przy Wielkiej Krokwi w Zakopanem, mieści się obecnie galeria trofeów, na którą składają się puchary i trofea sportowe, emblematy i sportowe legitymacje.

## Upamiętnienie
W styczniu 2014 w pawilonie na Wielkiej Krokwi powstała izba pamięci Stanisława Marusarza, która ma stać się częścią Muzeum Sportów Zimowych. Marusarz jest też patronem kilku szkół, m.in. SMS Zakopane i Szkoły Podstawowej w Wojciechowie. W 2010 prezydent RP Lech Kaczyński pośmiertnie odznaczył go Krzyżem Wielkim Orderu Odrodzenia Polski.

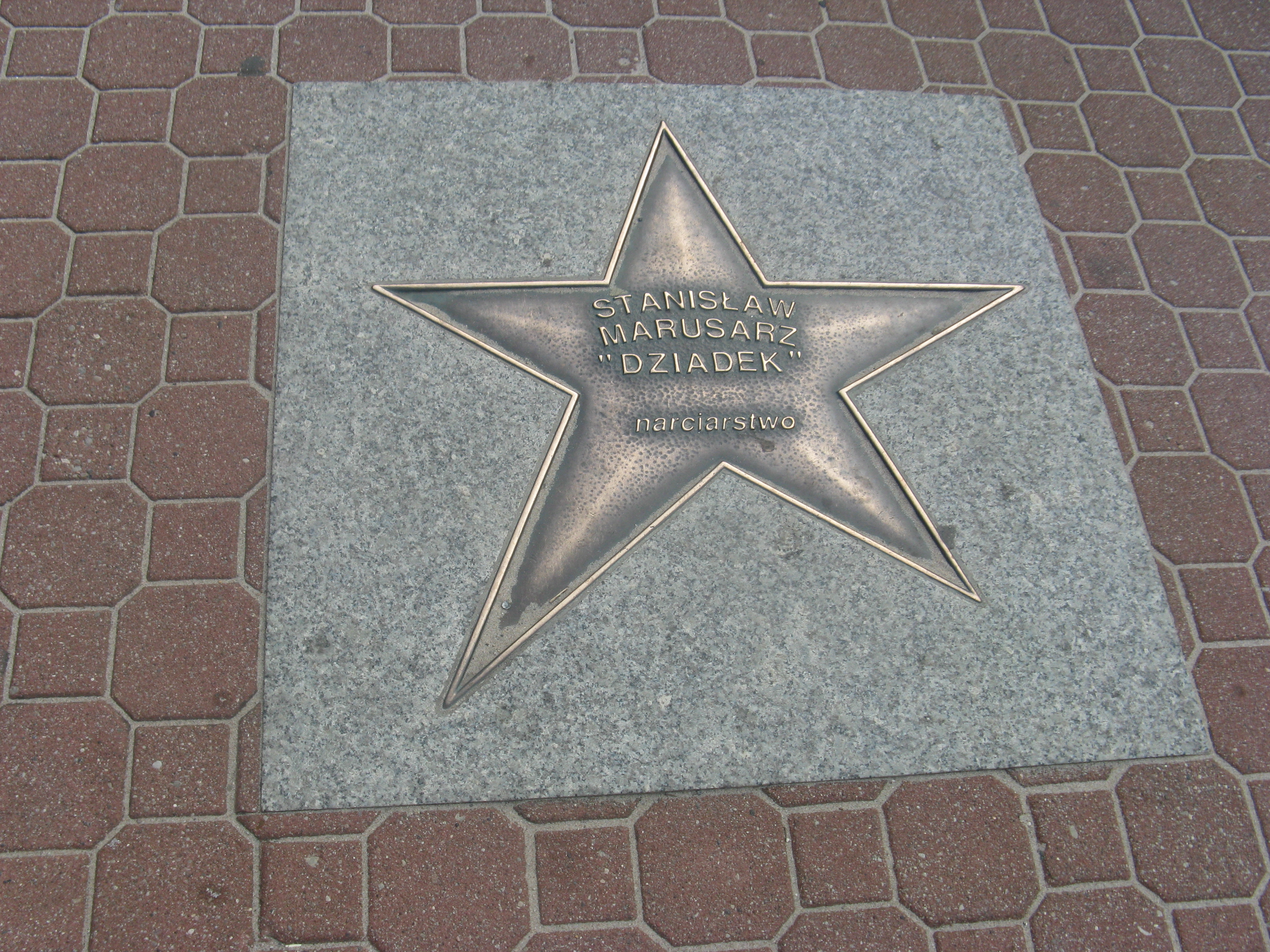
Gwiazda Stanisława Marusarza w Alei Gwiazd Sportu we Władysławowie

W 2001 w Alei Gwiazd Sportu we Władysławowie odsłonięto gwiazdę Stanisława Marusarza. 13 sierpnia 2011, podczas X Festiwalu Gwiazd Sportu, w Alei Gwiazd Sportu przy ul. Reymonta w Dziwnowie odsłonięto dziewięć replik medali polskich sportowców, w tym Marusarza. W sierpniu 2013 jego syn Piotr założył Fundację Stanisława Marusarza, która za cel przyjęła propagowanie sportów zimowych wśród młodzieży, organizowanie poparcia finansowego dla młodych sportowców i dla szkół mających w programie sporty zimowe oraz promowanie biegów, zjazdów i skoków. 28 września tegoż roku Stanisław Marusarz otrzymał pośmiertnie tytuł Członka Honorowego PZN.

Gdy spoglądam wstecz wydaje mi się, że osiągnąłem wiele. Dla siebie i dla naszego sportu. Walkę i rywalizację z najlepszymi o najwyższe trofea dla polskich barw zawsze uważałem za swój patriotyczny obowiązek. I dlatego, wierzę w to gorąco, czerwona czapeczka nie pozostanie jedynym po mnie wspomnieniem. Czerwona czapeczka, nazywana popularnie „marusarką”.

W 2020 nakładem wydawnictwa Marginesy ukazała się książka pióra Dariusza Jaronia Skoczkowie. Przerwany lot przedstawiająca losy m.in. Stanisława Marusarza.
W 2022 roku powstał film biograficzny Marusarz. Tatrzański Orzeł w reżyserii Marka Bukowskiego z Mateuszem Janickim w roli głównej.

## Osiągnięcia

### Igrzyska olimpijskie
| 1932 Lake Placid            | – | 27. miejsce (w biegu na 18 km), 27. miejsce (w kombinacji), 17. miejsce (w skokach) |
| 1936 Garmisch-Partenkirchen | – | 7. miejsce (w kombinacji), 5. miejsce (w skokach)                                   |
| 1948 Sankt Moritz           | – | 27. miejsce (w skokach)                                                             |
| 1952 Oslo                   | – | 27. miejsce (w skokach)                                                             |

#### Starty S. Marusarza w kombinacji naigrzyskach olimpijskich– szczegółowo
| Miejsce | Dzień     | Rok  | Miejscowość            | Dyscyplina/konkurencja                    | Wynik       | Strata      | Zwycięzca            |
| ------- | --------- | ---- | ---------------------- | ----------------------------------------- | ----------- | ----------- | -------------------- |
| 27.     | 11 lutego | 1932 | Lake Placid            | kombinacja norweska skoki + bieg na 18 km | 308,05 pkt. | 137,95 pkt. | Johan Grøttumsbråten |
| 7.      | 10 lutego | 1936 | Garmisch-Partenkirchen | kombinacja norweska skoki + bieg na 18 km | 393,3 pkt.  | 37,0 pkt.   | Oddbjørn Hagen       |

#### Starty S. Marusarza w skokach naigrzyskach olimpijskich– szczegółowo
| Miejsce | Dzień     | Rok  | Miejscowość            | Skocznia            | Skok 1 | Skok 2 | Nota      | Strata   | Zwycięzca        |
| ------- | --------- | ---- | ---------------------- | ------------------- | ------ | ------ | --------- | -------- | ---------------- |
| 17.     | 12 lutego | 1932 | Lake Placid            | MacKenzie Intervale | 55,0 m | 53,0 m | 192,5 pkt | 35,6 pkt | Birger Ruud      |
| 5.      | 16 lutego | 1936 | Garmisch-Partenkirchen | Wielka Olimpijska   | 73,0 m | 75,5 m | 221,6 pkt | 10,4 pkt | Birger Ruud      |
| 27.     | 17 lutego | 1948 | Sankt Moritz           | Olimpijska          | 59,0 m | 59,0 m | 192,8 pkt | 35,3 pkt | Petter Hugsted   |
| 27.     | 24 lutego | 1952 | Oslo                   | Holmenkollen        | 59,0 m | 60,5 m | 189,0 pkt | 35,0 pkt | Arnfinn Bergmann |

#### Starty S. Marusarza w biegach naigrzyskach olimpijskich– szczegółowo
| Miejsce | Dzień     | Rok  | Miejscowość | Dyscyplina    | Czas      | Strata  | Zwycięzca       |
| ------- | --------- | ---- | ----------- | ------------- | --------- | ------- | --------------- |
| 27.     | 10 lutego | 1932 | Lake Placid | bieg na 18 km | 1:39:56,0 | 16:49,0 | Sven Utterström |

### Mistrzostwa świata w narciarstwie klasycznym
| 1933 Innsbruck     | – | 76. miejsce (w skokach), 6. miejsce (w kombinacji), 32. miejsce (w biegu na 18 km), 7. miejsce (w sztafecie) |
| 1934 Sollefteå     | – | 21. miejsce (w skokach), 7. miejsce (w kombinacji), 63. miejsce (w biegu na 18 km), 5. miejsce (w sztafecie) |
| 1935 Wysokie Tatry | – | 4. miejsce (w skokach), 11. miejsce (w kombinacji), 92. miejsce (w biegu na 18 km), 7. miejsce (w sztafecie) |
| 1937 Chamonix      | – | 12. miejsce (w skokach)                                                                                      |
| 1938 Lahti         | – | srebrny medal (w skokach), 25. miejsce (w kombinacji), 171. miejsce (w biegu na 18 km)                       |
| 1939 Zakopane      | – | 5. miejsce (w skokach), 7. miejsce (w kombinacji)                                                            |

#### Mistrzostwa świata w skokach – szczegółowo
| Miejsce | Dzień     | Rok  | Miejscowość   | Skocznia       | Punkt K | Skok 1 | Skok 2 | Nota      | Strata    | Zwycięzca          |
| ------- | --------- | ---- | ------------- | -------------- | ------- | ------ | ------ | --------- | --------- | ------------------ |
| 76.     | 12 lutego | 1933 | Innsbruck     | Bergisel       | K-70    | 66,5 m | 71,0 m | 106,2 pkt | 117,8 pkt | Marcel Reymond     |
| 21.     | 25 lutego | 1934 | Sollefteå     | Halstaberget   | K-60    | 46,5 m | 54,5 m | 211,0 pkt | 17,5 pkt  | Kristian Johansson |
| 4.      | 13 lutego | 1935 | Wysokie Tatry | Jarolimak      | K-55    | 59,0 m | 57,0 m | 225,5 pkt | 6,2 pkt   | Birger Ruud        |
| 12.     | 12 lutego | 1937 | Chamonix      | Le Mont        | K-60    | 57,0 m | 61,0 m | 207,7 pkt | 26,1 pkt  | Birger Ruud        |
| 2.      | 27 lutego | 1938 | Lahti         | Salpausselkä   | K-?     | 66,0 m | 67,0 m | 226,1 pkt | 0,3 pkt   | Asbjørn Ruud       |
| 5.      | 19 lutego | 1939 | Zakopane      | Wielka Krokiew | K-55    | 74,0 m | 78,5 m | 219,5 pkt | 5,2 pkt   | Josef Bradl        |

### Mistrzostwa świata w narciarstwie alpejskim
| 1936 Innsbruck | – | 16. miejsce (w zjeździe), 22. miejsce (w slalomie), 21. miejsce (w kombinacji alpejskiej) |

### Sukcesy krajowe
- 11-krotny mistrz Polski w skokach[13]: 1932, 1933, 1935, 1936, 1937, 1939, 1946, 1948, 1949, 1951, 1952
- wicemistrz Polski w skokach: 1931
- brązowy medalista mistrzostw Polski w skokach: 1955
- 4-krotny mistrz Polski w kombinacji klasycznej[75]: 1932, 1935, 1936, 1946
- mistrz Polski w kombinacji alpejskiej: 1933
- trzykrotny mistrz Polski w zjeździe: 1931, 1933, 1939
- trzykrotny mistrz Polski w sztafecie 5 razy 10 km: 1931, 1932, 1933
- mistrz Polski w sztafecie 4 razy 10 km: 1936

#### Mistrzostwa Polski w skokach – szczegółowo
| Miejsce | Dzień       | Rok  | Miejscowość | Skocznia        | Punkt K | Skok 1 | Skok 2 | Skok 3 | Nota      | Strata   | Zwycięzca                                   |
| ------- | ----------- | ---- | ----------- | --------------- | ------- | ------ | ------ | ------ | --------- | -------- | ------------------------------------------- |
| 15.     | 16 lutego   | 1930 | Zakopane    | Wielka Krokiew  | K-55    | 58,5 m | 60,0 m | –      | ? pkt     | ? pkt    | Franciszek Cukier                           |
| 2.      | 22 lutego   | 1931 | Wisła       | Łabajów         | K-?     | 44,0 m | 43,0 m | –      | 215,5 pkt | 3,0 pkt  | Bronisław Czech                             |
| 1.      | 6 marca     | 1932 | Zakopane    | Wielka Krokiew  | K-55    | 60,5 m | 61,5 m | 62,0 m | 343,5 pkt | –        | –                                           |
| 1.      | 20 lutego   | 1933 | Zakopane    | Wielka Krokiew  | K-55    | 67,0 m | 66,0 m | –      | 223,6 pkt | –        | –                                           |
| 5.      | 11 lutego   | 1934 | Zakopane    | Wielka Krokiew  | K-55    | 74,0 m | 73,0 m | –      | 166,4 pkt | 42,0 pkt | Bronisław Czech                             |
| 1.      | 24 lutego   | 1935 | Zakopane    | Wielka Krokiew  | K-55    | 71,0 m | 71,0 m | –      | 218,8 pkt | –        | –                                           |
| 1.      | 8 marca     | 1936 | Zakopane    | Hala Kondratowa | K-?     | 57,0 m | 58,5 m | –      | 225,0 pkt | –        | –                                           |
| 1.      | 31 stycznia | 1937 | Wisła       | Łabajów         | K-?     | 52,0 m | 51,5 m | –      | 230,3 pkt | –        | –                                           |
| 1.      | 19 lutego   | 1939 | Zakopane    | Wielka Krokiew  | K-55    | 74,0 m | 78,5 m | –      | 219,5 pkt | –        | –                                           |
| 1.      | 3 lutego    | 1946 | Zakopane    | Wielka Krokiew  | K-55    | 58,0 m | 71,5 m | –      | 225,0 pkt | –        | –                                           |
| 1.      | 19 lutego   | 1948 | Karpacz     | Orlinek         | K-?     | 46,0 m | 50,0 m | –      | 210,7 pkt | –        | –                                           |
| 1.      | 6 lutego    | 1949 | Szczyrk     | Skalite         | K-?     | 68,5 m | 71,0 m | –      | 221,0 pkt | –        | –                                           |
| 7.      | 29 stycznia | 1950 | Zakopane    | Wielka Krokiew  | K-55    | 57,0 m | 72,0 m | –      | 205,0 pkt | 20,5 pkt | Jan Kula                                    |
| 1.      | 25 lutego   | 1951 | Zakopane    | Wielka Krokiew  | K-55    | 63,0 m | 69,5 m | –      | 211,5 pkt | –        | –                                           |
| 1.      | 9 marca     | 1952 | Zakopane    | Wielka Krokiew  | K-55    | 74,0 m | 76,0 m | –      | 221,0 pkt | –        | –                                           |
| 4.      | 7 marca     | 1954 | Wisła       | Malinka         | K-?     | 65,0 m | 69,5 m | –      | 209,5 pkt | 19,0 pkt | Antoni Wieczorek                            |
| 3.      | 6 marca     | 1955 | Zakopane    | Wielka Krokiew  | K-55    | 75,0 m | 77,0 m | –      | 210,0 pkt | 6,5 pkt  | Andrzej Gąsienica-Daniel i Antoni Wieczorek |

### Inne
- mistrz Jugosławii w skokach[75]: 1933
- mistrz Niemiec w skokach: 1933
- mistrz Czechosłowacji w skokach: 1934, 1946
- mistrz Anglii w zjeździe: 1935
- mistrz Anglii w biegu narciarskim: 1937
- Puchar Tatr[6]: 1948, 1949
- zwycięstwo w Memoriale Bronisława Czecha i Heleny Marusarzówny: 1952
- 2. miejsce w Memoriale Bronisława Czecha i Heleny Marusarzówny: 1953, 1954
- 10. miejsce w Memoriale Bronisława Czecha i Heleny Marusarzówny: 1955
- 20. miejsce w Turnieju Szwajcarskim: 1955
- mistrz Jordanowa: 1930
- wicemistrz Nowego Targu: 1930
- zwycięstwo w zawodach w Planicy: 1935
- zwycięstwo w zawodach w Garmisch: 1938

## Odznaczenia
Stanisław Marusarz otrzymał trzynaście polskich odznaczeń, w tym cztery ordery:
- Krzyż Srebrny Orderu Virtuti Militari (przyznany przez Radę Państwa PRL, udekorowany 15 marca 1971 w Zakopanem, wspólnie z Janem Łożańskim, przez Kazimierza Rusinka podczas otwarcia Memoriału Bronisława Czecha i Heleny Marusarzówny)[76][77];
- Krzyż Wielki Orderu Odrodzenia Polski (pośmiertnie, postanowieniem prezydenta Lecha Kaczyńskiego z 8 lutego 2010 „za wybitne zasługi dla niepodległości Rzeczypospolitej Polskiej, za osiągnięcia sportowe oraz działalność na rzecz rozwoju sportów zimowych”)[78];
- Krzyż Komandorski Orderu Odrodzenia Polski;
- Krzyż Kawalerski Orderu Odrodzenia Polski;
- Krzyż Walecznych – dwukrotnie;
- Złoty Krzyż Zasługi;
- Krzyż Armii Krajowej;
- Medal Wojska – dwukrotnie;
- Medal Zwycięstwa i Wolności 1945;
- Honorowa Odznaka Żołnierza Komendy Głównej AK;
- Odznaka „Zasłużony Mistrz Sportu” (1951).